# Finnország az 1956. évi téli olimpiai játékokon
Finnország az olaszországi Cortina d’Ampezzóban megrendezett 1956. évi téli olimpiai játékok egyik részt vevő nemzete volt. Az országot az olimpián 6 sportágban 31 sportoló képviselte, akik összesen 7 érmet szereztek.

## Érmesek
| Érem  | Versenyző                                                     | Sportág        | Versenyszám           |
| ----- | ------------------------------------------------------------- | -------------- | --------------------- |
| Arany | Veikko Hakulinen                                              | Sífutás        | Férfi 30 km           |
| Arany | Mirja Hietamies Sirkka Polkunen Siiri Rantanen                | Sífutás        | Női 3 × 5 km váltó    |
| Arany | Antti Hyvärinen                                               | Síugrás        | Egyéni, normálsánc    |
| Ezüst | Veikko Hakulinen                                              | Sífutás        | Férfi 50 km           |
| Ezüst | Veikko Hakulinen August Kiuru Jorma Kortelainen Arvo Viitanen | Sífutás        | Férfi 4 × 10 km váltó |
| Ezüst | Aulis Kallakorpi                                              | Síugrás        | Egyéni, normálsánc    |
| Bronz | Toivo Salonen                                                 | Gyorskorcsolya | Férfi 1500 m          |

## Alpesisí
Férfi
| Versenyző       | Versenyszám      | 1. futam | 1. futam | 2. futam | 2. futam | Összesítés | Összesítés |
| Versenyző       | Versenyszám      | Idő      | Hely.    | Idő      | Hely.    | Idő        | Helyezés   |
| --------------- | ---------------- | -------- | -------- | -------- | -------- | ---------- | ---------- |
| Pentti Alonen   | Lesiklás         |          |          |          |          | kizárták   | kizárták   |
| Pentti Alonen   | Műlesiklás       | kizárták | kizárták | kiesett  | kiesett  | kiesett    | kiesett    |
| Pentti Alonen   | Óriás-műlesiklás |          |          |          |          | 3:35,0     | 42.        |
| Kalevi Häkkinen | Lesiklás         |          |          |          |          | 3:29,2     | 23.        |
| Kalevi Häkkinen | Műlesiklás       | 1:53,8   | 41.      | 2:25,4   | 36.      | 4:19,2     | 40.        |
| Kalevi Häkkinen | Óriás-műlesiklás |          |          |          |          | 3:36,9     | 43.        |

## Északi összetett
| Versenyző      | Síugrás  | Síugrás  | Síugrás  | Síugrás  | Síugrás  | Síugrás  | Síugrás | Síugrás | Sífutás | Sífutás | Sífutás | Összesítés | Összesítés |
| Versenyző      | 1. ugrás | 1. ugrás | 2. ugrás | 2. ugrás | 3. ugrás | 3. ugrás | Össz.   | Össz.   | Sífutás | Sífutás | Sífutás | Összesítés | Összesítés |
| Versenyző      | Távolság | Pont     | Távolság | Pont     | Távolság | Pont     | Pont    | Hely.   | Idő     | Pont    | Hely.   | Pont       | Helyezés   |
| -------------- | -------- | -------- | -------- | -------- | -------- | -------- | ------- | ------- | ------- | ------- | ------- | ---------- | ---------- |
| Esko Jussila   | 63,5     | 96,5     | 65,0     | 97,5     | 65,0     | (95,0)   | 194,0   | 21.     | 1:02:38 | 215,500 | 27.     | 409,500    | 25.        |
| Paavo Korhonen | 65,5     | 97,0     | 67,0     | (96,5)   | 69,5     | 99,5     | 196,5   | 17.*    | 56:32   | 239,097 | 2.      | 435,597    | 4.         |
| Eeti Nieminen  | 65,0     | (99,5)   | 70,5     | 105,0    | 68,0     | 101,0    | 206,0   | 8.      | 1:00:20 | 224,400 | 14.     | 430,400    | 9.         |

* - egy másik versenyzővel azonos eredményt ért el

## Gyorskorcsolya
| Versenyző       | Versenyszám | Eredmény | Helyezés |
| --------------- | ----------- | -------- | -------- |
| Matti Hamberg   | 500 m       | 42,2     | 9.*      |
| Matti Hamberg   | 1500 m      | 2:14,8   | 18.      |
| Matti Hamberg   | 5000 m      | 8:28,1   | 32.      |
| Juhani Järvinen | 500 m       | 42,2     | 9.*      |
| Juhani Järvinen | 1500 m      | 2:09,7   | 4.       |
| Juhani Järvinen | 5000 m      | 8:13,7   | 20.      |
| Juhani Järvinen | 10 000 m    | 17:05,9  | 12.      |
| Kauko Salomaa   | 5000 m      | 8:14,3   | 21.      |
| Kauko Salomaa   | 10 000 m    | 17:19,0  | 17.      |
| Toivo Salonen   | 500 m       | 41,7     | 5.       |
| Toivo Salonen   | 1500 m      | 2:09,4   |          |
| Toivo Salonen   | 10 000 m    | 17:37,6  | 24.      |
| Leo Tynkkynen   | 1500 m      | 2:16,2   | 26.      |
| Leo Tynkkynen   | 5000 m      | 8:19,9   | 25.      |
| Yrjö Uimonen    | 500 m       | 42,5     | 13.*     |

## Műkorcsolya
| Versenyző    | Versenyszám  | Kötelező elemek   | Kötelező elemek | Kűr               | Kűr   | Összesítés                     | Összesítés                     | Összesítés                     | Összesítés                     | Összesítés                     | Összesítés                     | Összesítés                     | Összesítés                     | Összesítés                     | Összesítés        | Összesítés  | Összesítés | Összesítés |
| Versenyző    | Versenyszám  | Kötelező elemek   | Kötelező elemek | Kűr               | Kűr   | Helyezési pontszámok bírónként | Helyezési pontszámok bírónként | Helyezési pontszámok bírónként | Helyezési pontszámok bírónként | Helyezési pontszámok bírónként | Helyezési pontszámok bírónként | Helyezési pontszámok bírónként | Helyezési pontszámok bírónként | Helyezési pontszámok bírónként | Több. hely. száma | Hely. össz. | Pont       | Helyezés   |
| Versenyző    | Versenyszám  | Több. hely. száma | Hely.           | Több. hely. száma | Hely. | 1                              | 2                              | 3                              | 4                              | 5                              | 6                              | 7                              | 8                              | 9                              | Több. hely. száma | Hely. össz. | Pont       | Helyezés   |
| ------------ | ------------ | ----------------- | --------------- | ----------------- | ----- | ------------------------------ | ------------------------------ | ------------------------------ | ------------------------------ | ------------------------------ | ------------------------------ | ------------------------------ | ------------------------------ | ------------------------------ | ----------------- | ----------- | ---------- | ---------- |
| Kalle Tuulos | Férfi egyéni | 6×15+             | 15.             | 7×15+             | 15.   | 16,0                           | 14,0                           | 15,0                           | 15,0                           | 15,0                           | 16,0                           | 15,0                           | 15,0                           | 16,0                           | 6×15+             | 137,0       | 1120,58    | 15.        |

## Sífutás
Férfi
| Versenyző                                                     | Versenyszám     | Eredmény | Helyezés |
| ------------------------------------------------------------- | --------------- | -------- | -------- |
| Veikko Hakulinen                                              | 15 km           | 50:31    | 4.       |
| Veikko Hakulinen                                              | 30 km           | 1:44:06  |          |
| Veikko Hakulinen                                              | 50 km           | 2:51:45  |          |
| Kalevi Hämäläinen                                             | 30 km           | 1:51:38  | 20.      |
| August Kiuru                                                  | 30 km           | 1:51:56  | 21.      |
| Eero Kolehmainen                                              | 50 km           | 2:56:17  | 4.       |
| Veini Kontinen                                                | 50 km           | 3:06:15  | 9.       |
| Olavi Latsa                                                   | 30 km           | 1:47:30  | 9.       |
| Veikko Räsänen                                                | 15 km           | 52:35    | 14.      |
| Antti Sivonen                                                 | 50 km           | 3:04:16  | 8.       |
| Arto Tiainen                                                  | 15 km           | 54:11    | 26.      |
| Arvo Viitanen                                                 | 15 km           | 51:10    | 9.       |
| August Kiuru Jorma Kortelainen Arvo Viitanen Veikko Hakulinen | 4 × 10 km váltó | 2:16:31  |          |

Női
| Versenyző                                      | Versenyszám    | Eredmény | Helyezés |
| ---------------------------------------------- | -------------- | -------- | -------- |
| Mirja Hietamies                                | 10 km          | 40:18    | 6.       |
| Sanna Kiero                                    | 10 km          | 40:52    | 12.      |
| Sirkka Polkunen                                | 10 km          | 40:25    | 8.       |
| Siiri Rantanen                                 | 10 km          | 39:40    | 5.       |
| Sirkka Polkunen Mirja Hietamies Siiri Rantanen | 3 × 5 km váltó | 1:09:01  |          |

* - egy másik versenyzővel azonos eredményt ért el

## Síugrás
| Versenyző          | 1. ugrás | 1. ugrás | 1. ugrás | 2. ugrás | 2. ugrás | 2. ugrás | Összesítés | Összesítés |
| Versenyző          | Távolság | Pont     | Hely.    | Távolság | Pont     | Hely.    | Pont       | Helyezés   |
| ------------------ | -------- | -------- | -------- | -------- | -------- | -------- | ---------- | ---------- |
| Antti Hyvärinen    | 81,0     | 111,5    | 3.*      | 84,0     | 115,5    | 1.       | 227,0      |            |
| Aulis Kallakorpi   | 83,5     | 114,5    | 2.       | 80,5     | 110,5    | 5.*      | 225,0      |            |
| Eino Kirjonen      | 78,0     | 107,5    | 7.       | 81,0     | 111,5    | 2.*      | 219,0      | 7.         |
| Hemmo Silvennoinen | 75,5     | 102,5    | 15.**    | 77,0     | 105,0    | 8.*      | 207,5      | 10.        |

* - egy másik versenyzővel azonos eredményt ért el

** - két másik versenyzővel azonos eredményt ért el